# Hovmarken Station
Hovmarken Station var en letbanestation og tidligere jernbanestation i den østlige del af byen Lystrup i Østjylland. Stationen lå på Grenaabanen mellem Aarhus og Grenaa og åbnede 30. september 1990.
Grenaaanen blev lukket for ombygning til letbane 27. august 2016. Det var forventet, at den ville genåbne som en del af Aarhus Letbane i begyndelsen af 2018, men på grund af manglende sikkerhedsgodkendelse blev genåbningen udskudt på ubestemt tid. Godkendelsen forelå 25. april 2019, og genåbningen fandt sted 30. april 2019.
Hovmarken Station lukkede permanent ved køreplansskiftet i sommeren 2024. Den sidste afgang forlod Hovmarken lørdag den 29. juni 2024. Dette skete som led i en plan om at forbedre Grenaabanens pålidelighed og rettidighed, da man ifølge Midtraffik og Aarhus Letbane kunne sparer op til 2 minutter ved at lukke Hovmarken. Et flertal i Aarhus Kommunes byråd godkendte lukningen d. 10 april 2024, trods modstand fra lokale borgere og byrådsmedlemmer.

## Galleri
- En gangbro gav adgang til Møgelgårdsvej.
- Hovmarken Station set fra gangbroen.
- Læskur med rejsekortautomat.
- Linje L1 ankommer fra Grenaa.